# Țara Galilor de nord

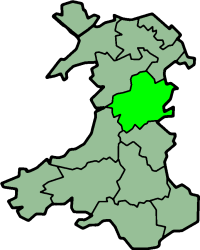
Montgomeryshire este uneori inclus în această regiune

Țara Galilor de nord (galeză Gogledd Cymru) este o zonă neoficială a Țării Galilor. Cel mai mare oraș din regiune este Wrexham. Se învecinează la sud cu zonele de consiliu Ceredigion și Powys, parte din Țara Galilor, și la est cu Shropshire, Merseyside și Cheshire , parte din Anglia. Cetățenii din Țara Galilor de nord sunt uneori numiți "Gogs", nume provenit de la cuvântul galez "gogledd", care înseamnă nord.

## Refetințe
1. ↑  Peter Garrett; Nikolas Coupland; Angie Williams (15 iulie 2003). Investigating Language Attitudes: Social Meanings of Dialect, Ethnicity and Performance. University of Wales Press. pp. 189–. ISBN 978-1-78316-207-9.